# Abel Korzeniowski
Abel Korzeniowski (Cracóvia, 18 de julho de 1972) é um compositor polonês, conhecido por seu trabalho em produções de trilhas sonoras cinematográficas. Já foi condecorado com o BAFTA e o Globo de Ouro pela composição de Penny Dreadful.

## Filmografia
- The Nun (2018)
- Nocturnal Animals (2016)
- A Grain of Truth (2014)
- Penny Dreadful (2014–16)
- Romeo and Juliet (2013)
- Escape from Tomorrow (2013)
- Kaas chante Piaf (2012)
- W.E. (2012)
- Copernicus' Star (2011)
- A Single Man (2009)
- Tickling Leo (2009)
- Confessions of a Go-Go Girl (2008)
- What We Take from Each Other (2008)
- Battle for Terra (2007)
- Pu-239 (2007)
- Tomorrow's Weather (2003)
- An Angel in Cracow (2002)
- The Big Animal (2000)